# Robertsganj
Robertsganj là một thành phố và là nơi đặt ban đô thị (municipal board) của quận Sonbhadra thuộc bang Uttar Pradesh, Ấn Độ.

## Địa lý
Robertsganj có vị trí 24°42′B 83°04′Đ / 24,7°B 83,07°Đ Nó có độ cao trung bình là 301 mét (987 feet).

## Nhân khẩu
Theo điều tra dân số năm 2001 của Ấn Độ, Robertsganj có dân số 32.209 người. Phái nam chiếm 53% tổng số dân và phái nữ chiếm 47%. Robertsganj có tỷ lệ 66% biết đọc biết viết, cao hơn tỷ lệ trung bình toàn quốc là 59,5%: tỷ lệ cho phái nam là 74%, và tỷ lệ cho phái nữ là 58%. Tại Robertsganj, 16% dân số nhỏ hơn 6 tuổi.